# Tom et Jerry au Hollywood Bowl
 (mars 2017).
Si vous disposez d'ouvrages ou d'articles de référence ou si vous connaissez des sites web de qualité traitant du thème abordé ici, merci de compléter l'article en donnant les références utiles à sa vérifiabilité et en les liant à la section « Notes et références ».
Pour plus de détails, voir Fiche technique et Distribution.
Tom et Jerry au Hollywood Bowl (Tom and Jerry in the Hollywood Bowl) est le 52e court métrage d'animation de la série américaine Tom et Jerry réalisé par William Hanna et Joseph Barbera et sorti le 13 novembre 1950.
L'animation du court métrage suit le tempo et les variations de l'ouverture de Die Fledermaus de Johann Strauss II.

## Synopsis
Tom entre sur scène sous des applaudissements enthousiastes. Tom s'incline et commence à diriger l'orchestre composés de musiciens chats sur l'ouverture de Die Fledermaus de Johann Strauss II.
Jerry émerge d'un trou de souris qui a l'apparence d'un mini Hollywood Bowl. Jerry se précipite sur la scène pour diriger l'orchestre aux côtés de Tom. Celui-ci remarque Jerry et tente de le chasser avec sa baguette, jusqu'à ce qu'il voie Jerry continuer à diriger la musique, depuis la baguette de Tom.
Tom l'enfile dans son costume et continue de diriger l'orchestre, mais Jerry sort des deux manches pour continuer l'animation. Tom l'attrape et catapulte Jerry de sa baguette, la souris atterrit sur une harpe.
Jerry propose ensuite à Tom de danser ensemble, le chat accepte innocemment, jusqu'à ce que Jerry l'envoie dans un violoncelle. Une fois de retour, Tom se venge de Jerry en lui offrant également une chance de danser. La souris accepte mais subit immédiatement les coups du chat qui le jette dans un tuba.
Les affrontements entre Tom et Jerry pour diriger l'orchestre se poursuivent. Jerry supplie Tom de partager la direction, Tom l'écarte avec son baguette, puis utilise celui de Jerry comme cure-dent et le jette. Furieux, Jerry riposte en cassant la baguette de Tom en deux, or ce dernier sort une baguette de rechange de sa poche.
Exaspéré et déterminé, Jerry part chercher des outils, installe des roues sur le podium de Tom et le pousse hors de l'amphithéâtre. Tom, yeux fermés, ignorant ce qui se passe, continue de diriger, alors que le podium quitte la ville et se dirige vers la route, où il est rapidement écrasé par un bus.
Furieux, Tom revient au concert, son costume déchiré, le visage meurtri et les yeux noircis. Il attrape Jerry par son manteau et le fait pendre entre deux cymbales qui s'écrasent l'une contre l'autre. Un Jerry aplati et translucide flotte jusqu'au sol, puis retrouve sa taille et sa constitution normale.
Décidant de saboter définitivement le concert, Jerry attrape une scie et commence à scier sous le sol de l'orchestre, provoquant la disparition progressive des membres félins de l'orchestre sous le sol. Jerry se débarrasse des musiciens,un par un, jusqu'à ce qu'il ne reste plus que Tom pour jouer de tous les instruments pendant que Jerry dirige jusqu'à la fin du concert.
Jerry s'attribue tous les applaudissements puis il désigne Tom qui, éreinté, semi-conscient, se lève péniblement... et tombe également dans un trou, comme l'orchestre.